# Støren
Støren este o localitate din comuna Midtre Gauldal, provincia Sør-Trøndelag, Norvegia, cu o suprafață de 2,49 km² și o populație de 2.289 locuitori (2013).